# Fujieda MYFC
Der Fujieda MyFC ist ein durch Onlinespenden finanzierter Fußballverein, welcher seit 2023 in der zweiten japanischen Liga, der J2 League spielt. Der Verein hat seinen Sitz in Fujieda (Japan).

## Geschichte
Der Verein wurde 2004 unter dem Namen Nelson Yoshimura Clube de Futebol zum Gedenken an den zuvor verstorbenen Fußballer Nelson Yoshimura gegründet. Seit 2008 ist der Verein im Rahmen des myFC-Konzepts unter der Leitung von Fußballenthusiasten, die über das Internet die Geschicke des Vereins lenken können. Deswegen erfolgte auch die Umbenennung.
Der erste Verein aus Fujieda, der auf nationaler Ebene spielte, war der Fujieda Municipal Wiesteria, die Mannschaft des Rathauses in Fujieda, die 1988 in der Japan Soccer League Division 2 spielte. 1991 folgte die Mannschaft der lokal ansässigen Sicherheitsfirma Chūō Bōhan, die in der Japan Football League spielte, bis sie 1994 nach Kyushu umzog und im heutigen Avispa Fukuoka aufging.
Die Mannschaft wurde 2009 kurzzeitig vom ehemaligen Nationalspieler Kunishige Kamamoto trainiert.
Mit dem Aufkauf des Shizuoka FC aus der Tokai Football League Division 1 im Jahr 2010 wurde der Verein zum Shizuoka Fujieda MyFC. Die meisten Spiele werden aber in Fujieda gespielt. Anders als die Stadt Shimizu, die ebenfalls ihre Grenzen mit Shizuoka teilt, ist Fujieda nicht in die Präfekturhauptstadt integriert worden.
Mit dem Aufstieg in die Japan Football League 2011 reihte sich Fujieda MyFC als dritter Verein der Stadt in eine nationale Liga ein. In der Saison 2014 zählte die Mannschaft zu den Gründungsmitgliedern der J3 League. Nachdem der Verein die kommenden Spielzeiten mal im mittleren, mal im unteren Tabellendrittel beendete, gelang in der Saison 2022 als Vizemeister der erstmalige Aufstieg in die zweite Liga.

## Erfolge
- Japanischer Drittligavizemeister: 2022  ▲

- Tokai League Division 1: 2010, 2011  ▲

- Shizuoka Prefecture Cup: 2013, 2014

## Stadion

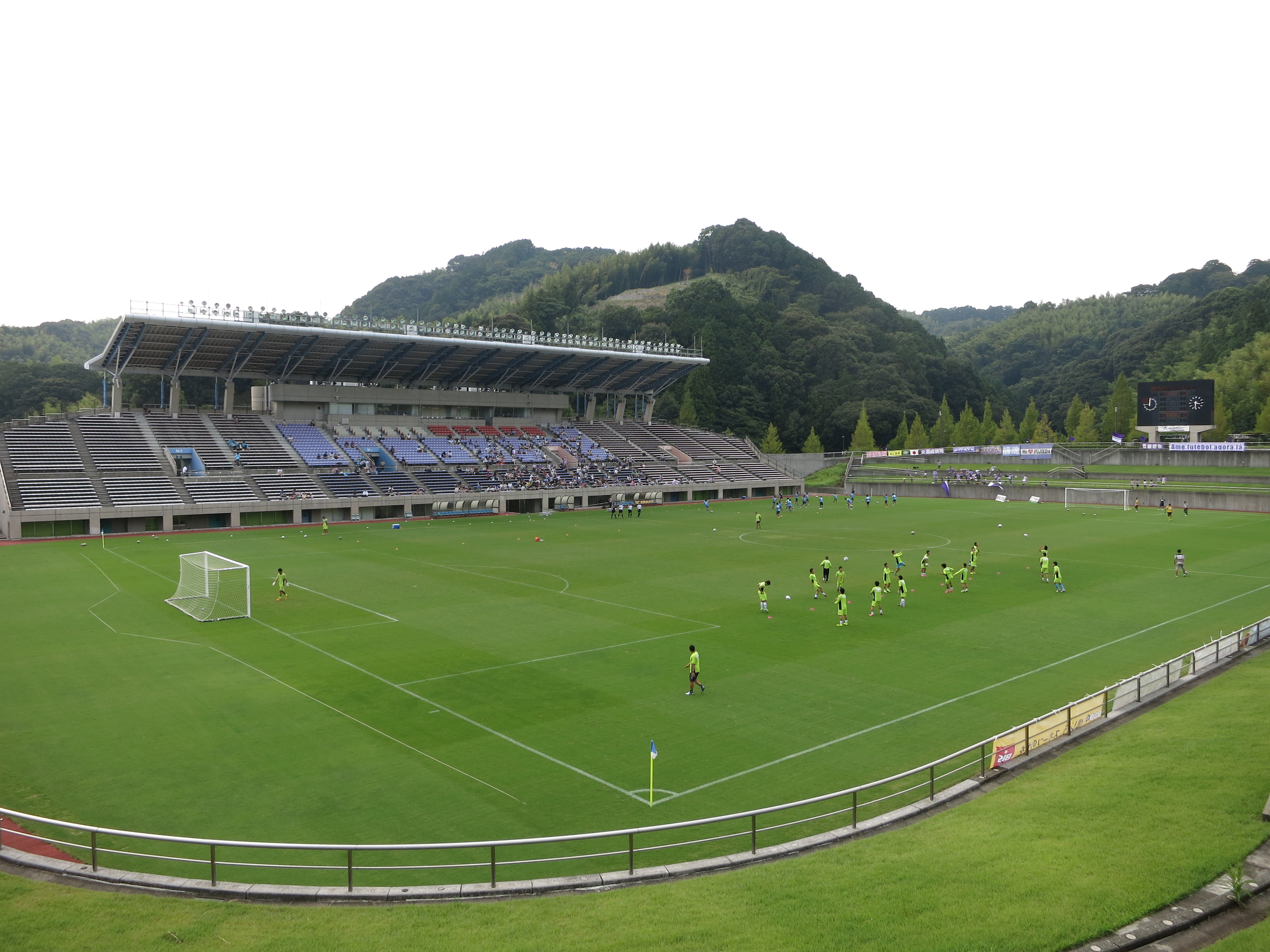
Fujieda Soccer Stadium

Seine Heimspiele trägt der Verein im Fujieda Soccer Stadium, auch bekannt als Fujieda Sports Complex Park, in Fujieda in der Präfektur Shizuoka aus. Das Stadion hat ein Fassungsvermögen von 13.000 Personen.
Koordinaten: 34° 52′ 53,4″ N, 138° 13′ 58,1″ O

## Spieler
Stand: April 2025
| Nr. |           | Position | Name               |
| --- | --------- | -------- | ------------------ |
| 1   | Japan     | TW       | Yūji Rokutan       |
| 2   | Japan     | AB       | Nobuyuki Kawashima |
| 3   | Japan     | AB       | Shota Suzuki       |
| 4   | Japan     | AB       | Sō Nakagawa        |
| 5   | Japan     | AB       | Takumi Kusumoto    |
| 6   | Japan     | MF       | Hiroto Sese        |
| 7   | Japan     | ST       | Shunnosuke Matsuki |
| 8   | Japan     | MF       | Ren Asakura        |
| 9   | Japan     | ST       | Kanta Chiba        |
| 10  | Japan     | MF       | Keigo Enomoto      |
| 11  | Brasilien | ST       | Anderson Chaves    |
| 13  | Japan     | MF       | Kōta Ōsone         |
| 14  | Japan     | ST       | Kazaki Nakagawa    |
| 15  | Japan     | MF       | Masahiko Sugita    |
| 16  | Japan     | AB       | Yuri Mori          |
| 17  | Japan     | MF       | Kosei Okazawa      |
| 18  | Japan     | MF       | Yoshiki Matsushita |

| Nr. |           | Position | Name                    |
| --- | --------- | -------- | ----------------------- |
| 19  | Japan     | MF       | Kazuyoshi Shimabuku     |
| 20  | Japan     | ST       | Hayato Kanda            |
| 21  | Japan     | TW       | Rei Jones               |
| 22  | Japan     | AB       | Ryōsuke Hisadomi        |
| 23  | Japan     | MF       | Ryōta Kajikawa          |
| 24  | Japan     | MF       | Kanta Nagata            |
| 25  | Japan     | AB       | Ryo Nakamura            |
| 26  | Japan     | ST       | Taiga Kawamoto          |
| 27  | Japan     | MF       | Shoma Maeda             |
| 28  | Japan     | AB       | Keito Omori             |
| 29  | Senegal   | ST       | Cheikh Diamanka Senghor |
| 30  | Japan     | MF       | Kaito Seriu             |
| 31  | Japan     | TW       | Daishi Kurisu           |
| 33  | Japan     | MF       | Chie Edoojon Kawakami   |
| 41  | Japan     | TW       | Kai Chidi Kitamura      |
| 44  | Brasilien | AB       | Roque Júnior            |
| 50  | Japan     | MF       | Shōta Kaneko            |

## Saisonplatzierung
| Saison | Liga  | Teams | Pos.  | Zuschauer | J. League Cup      | Kaiserpokal |
| ------ | ----- | ----- | ----- | --------- | ------------------ | ----------- |
| 2003   | SSSL1 | 12    | 3.    |           | -                  | -           |
| 2004   | SSSL1 | 12    | 3.    |           | -                  | -           |
| 2005   | SSSL1 | 12    | 2.    |           | -                  | -           |
| 2006   | SSSL1 | 12    | 2.    |           | -                  | -           |
| 2007   | SSSL1 | 12    | 7.    |           | -                  | -           |
| 2008   | SSSL1 | 12    | 7.    |           | -                  | -           |
| 2009   | SSSL1 | 12    | 6.    |           | -                  | -           |
| 2010   | TSSL  | 9     | 1.    |           | -                  | -           |
| 2011   | TSSL  | 8     | 1. ▲  |           | -                  | -           |
| 2012   | JFL   | 17    | 11.   | 532       | -                  | -           |
| 2013   | JFL   | 18    | 13. ▲ | 953       | -                  | 2. Runde    |
| 2014   | J3    | 12    | 11.   | 1.319     | -                  | 2. Runde    |
| 2015   | J3    | 13    | 10.   | 1.103     | -                  | 3. Runde    |
| 2016   | J3    | 16    | 7.    | 1.531     | -                  | -           |
| 2017   | J3    | 17    | 7.    | 1.448     | -                  | -           |
| 2018   | J3    | 17    | 16.   | 1.273     | -                  | -           |
| 2019   | J3    | 17    | 16.   | 1.740     | -                  | -           |
| 2020   | J3    | 18    | 10.   | 683       | -                  | -           |
| 2021   | J3    | 15    | 10.   | 1.322     | -                  | -           |
| 2022   | J3    | 18    | 2. ▲  | 1.746     | -                  | 1. Runde    |
| 2023   | J2    | 22    | 12.   | 3.145     | -                  | 2. Runde    |
| 2024   | J2    | 20    | 13.   | 4.274     | 1. Runde (Runde 1) | 3. Runde    |
| 2025   | J2    | 20    |       |           |                    |             |

JFL: Japan Football League (4. Ligaebene)
TSSL: Tōkai Shakaijin Soccer League (5. Ligaebene)
SSSL1: Shizuoka Shakaijin Soccer League Division 1 (6. Ligaebene)

## Trainerchronik
| Trainer            | Nation              | von             | bis               |
| ------------------ | ------------------- | --------------- | ----------------- |
| Xiangfu Shen       | Volksrepublik China | 1. Juli 1994    | 30. Juni 1995     |
| Néstor Píccoli     | Argentinien         | 1. Januar 2003  | 30. Dezember 2003 |
| Kunishige Kamamoto | Japan               | 1. Februar 2009 | 31. Januar 2010   |
| Toshihide Saitō    | Japan               | 1. Januar 2010  | 31. Dezember 2013 |
| Musashi Mizushima  | Japan               | 1. Januar 2014  | 31. Dezember 2014 |
| Atsuto Ōishi       | Japan               | 1. Februar 2015 | 22. Juli 2018     |
| Nobuhiro Ishizaki  | Japan               | 27. Juli 2018   | 31. Januar 2021   |
| Yasuharu Kurata    | Japan               | 1. Februar 2021 | 12. Juli 21       |
| Daisuke Sudō       | Japan               | 12. Juli 2021   | heute             |